# Amilcare II
Amilcare (in greco antico: ᾿Αμίλκας? in latino Hamilcar; Cartagine, IV secolo a.C. – 312 a.C.) è stato suffeta di Cartagine durante la tirannide di Agatocle, fino al 312 a.C.; anno in cui venne segretamente processato dalla propria patria e condannato a morte, a sua insaputa, per presunta complicità con il dinasta Agatocle.

## Biografia
Amilcare II aveva tenuto fin dal principio una condotta cauta nei confronti delle nuove lotte politiche scoppiate all'interno di Siracusa dopo la morte di Timoleonte e aveva inizialmente offerto l'appoggio all'oligarchia siracusana; in seguito si era schierato con Sosistrato di Siracusa contro i democratici capitanati da Agatocle. Successivamente stipulò la pace con lo stratego corinzio Acestoride, che era stato chiamato dai Siracusani per tentare di pacificare il conflitto fratricida della pentapolis.
Infine, secondo Marco Giuniano Giustino, egli sarebbe sceso a patti con Agatocle, il quale desiderava rientrare nella pentapolis (essendo stato esiliato per la seconda volta da Acestoride) e avrebbe promesso al Cartaginese un proficuo aiuto politico in cambio del suo sostegno: lo avrebbe aiutato a prendere il potere assoluto nella capitale fenicia.
Amilcare avrebbe quindi partecipato al giuramento di Agatocle presso il tempio di Demetra, con il quale il condottiero si impegnava a non attaccare i Punici; presenza non ricordata da Diodoro Siculo, il quale conosce questo giuramento a Demetra, ma non menziona in alcun modo il patto con Amilcare (egli dice solo che Agatocle era diventato un pericolo per i suoi concittadini e per Cartagine, quindi venne fatto rientrare in città).
Secondo Giustino Amilcare fornì ad Agatocle un buon numero di soldati Cartaginesi, 5.000 Africani dice lo storico romano, che avrebbero quindi partecipato agli eccidi e agli stupri di massa compiuti ai danni dei Siracusani nei due giorni che impiegò Agatocle per sottomettere l'intera polis al suo volere e prendere così il titolo di stratego autocratore. Anche questa presenza dei soldati Africani di Amilcare non è ricordata da Diodoro, il quale ripete espressamente che furono solo i Greci a ferire altri Greci.
A questo punto le città siciliane alleate di Cartagine mandarono le loro proteste alla capitale fenicia per rendere noto il comportamento scorretto di Amilcare che non solo non aveva ostacolato la salita al potere di un nuovo tiranno ma addirittura l'aveva favorita.
Giustino, coerente con la sua narrazione, nell'esporre la fine del sufeta Bomilcare, morto per crocifissione nella guerra civile di Cartagine scoppiata durante la spedizione agatoclea in Africa, ricorda le accuse che il nipote di Amilcare rivolse ai senatori cartaginesi, dicendo loro che avevano condannato l'operato di Amilcare che aveva voluto la pace da Agatocle, preferendo piuttosto farselo nemico e avere la guerra dal Siracusano, che in quel momento minacciava seriamente l'impero di Cartagine.